# Бихор (жупа)
Бихор је историјска и географска област у горњем и средњем Полимљу. Током раног средњег вијека, читаво Полимље (укључујући и бихорску област) налазило се у саставу првобитне Кнежевине Србије. Потом је током 11. вијека припадало српској држави Војислављевића, а затим Великожупанској Србији и Краљевини Србији, односно Српском царству. Средњовјековна жупа Бихор заузимала је предио између Тивранске клисуре (на југу), Куманичке клисуре (на сјеверу), планине Бјеласице (на западу) и Коритско-пештерске висоравни на истоку. Границе су јој често помјеране, па је захватала мању или већу област. Област је средином 15. вијека потпала под османску власт, након чега је основана нахија Бихор, која је 1571. године пописана у саставу Призренског санџака. Бихор је коначно ослобођен 1912. године, када је ушао у састав Краљевине Црне Горе. Подручје Бихора данас у административном погледу припада општинама Беране и Бијело Поље.

## Град Бихор
Средњовјековни град Бихор (тврђава са подграђем) по којем је жупа добила име, налазио се на врху стрмог брда Градина (1050 мнм) изнад села Биоча, десет километара сјеверно од данашњих Берана. Први пут се помиње у дубровачком извјештају из 1450. године, као „Bichor“. Под османску власт је пао 1455. године, исто када и Призрен. Из Бихора је родом био Петар Соколовић, најастарији капетан над српском војском. Њега је Аустрија као свог повјереника послала патријарху Арсенију III , да би тако придобила главну личност међу Србима.